# Макухін Олексій Наумович
Олексій Наумович Макухін (11 березня 1928, село Базавлук Криворізького округу, тепер село Шолохове Нікопольського району Дніпропетровської області — 17 червня 2000, Москва) — український радянський партійний та громадський діяч, міністр енергетики і електрифікації Української РСР. Кандидат у члени ЦК КПУ в 1966—1986 роках. Депутат Верховної Ради УРСР 7—10-го скликань.

## Біографія
З 1946 року — курсант військово-морського училища.
Освіта вища. У 1952 році закінчив Ленінградський електротехнічний інститут, інженер-електрик.
У 1952—1954 роках — інженер-конструктор конструкторського бюро Севастопольського заводу імені Серго Орджонікідзе.
У 1954—1955 роках — 2-й секретар, у 1955—1958 роках — 1-й секретар Севастопольського міського комітету ЛКСМУ.
Член КПРС з 1955 року.
У 1958—1959 роках — завідувач відділу організаційно-партійної роботи Севастопольського міського комітету КПУ. У 1959—1960 роках — 1-й заступник голови виконавчого комітету Севастопольської міської ради депутатів трудящих.
У 1960—1961 роках — голова виконавчого комітету Керченської міської ради депутатів трудящих Кримської області.
У вересні 1961—1963 року — 1-й секретар Керченського міського комітету КПУ Кримської області.
У березні — листопаді 1963 року — заступник голови виконавчого комітету Кримської промислової обласної ради депутатів трудящих.
У листопаді 1963 — грудні 1964 року — 2-й секретар Кримського промислового обласного комітету КПУ.
У грудні 1964 — 1971 року — 2-й секретар Кримського обласного комітету КПУ.
27 листопада 1971 — 11 травня 1982 року — міністр енергетики і електрифікації Української РСР.
У 1982—1991 роках — 1-й заступник міністра енергетики і електрифікації СРСР з питань експлуатації електростанцій і електромереж.
У 1991—1992 роках — виконувач обов'язків міністра енергетики і електрифікації СРСР, голова ліквідаційної комісії.
У 1992—1998 роках — заступник директора Зовнішньоекономічного відкритого акціонерного товариства із співробітництва в галузі енергетики «АСЕН».
Потім — на пенсії в місті Москві.

## Нагороди
- орден Жовтневої Революції
- два ордени Трудового Червоного Прапора
- орден «Знак Пошани»
- медалі
- Почесна грамота Президії Верховної Ради Української РСР (10.03.1978)